# James Randi
Randall James Hamilton Zwinge, dit James Randi, né le 7 août 1928 à Toronto (Ontario, Canada) et mort le 20 octobre 2020 à Plantation (Floride, États-Unis), également connu sous le pseudonyme « L’Étonnant Randi » (« The Amazing Randi »), est un illusionniste professionnel canado-américain et démystificateur des pseudosciences et autres phénomènes paranormaux.
Il est, à travers sa James Randi Educational Foundation (JREF), un promoteur actif du scepticisme scientifique et est en tant que tel régulièrement invité dans des émissions télévisées américaines. Il crée en 1976, avec Isaac Asimov et Carl Sagan, le Committee for Skeptical Inquiry.

## Biographie

### Illusionniste
Dès son jeune âge, James Randi est fasciné par un magicien, Harry Blackstone. Une période d'immobilisation forcée de 13 mois à la suite d'un grave accident de bicyclette lui offre l'occasion de s'initier à cet art au travers de livres. Il quitte le lycée bien avant la terminale et n'a jamais suivi d'enseignement secondaire.

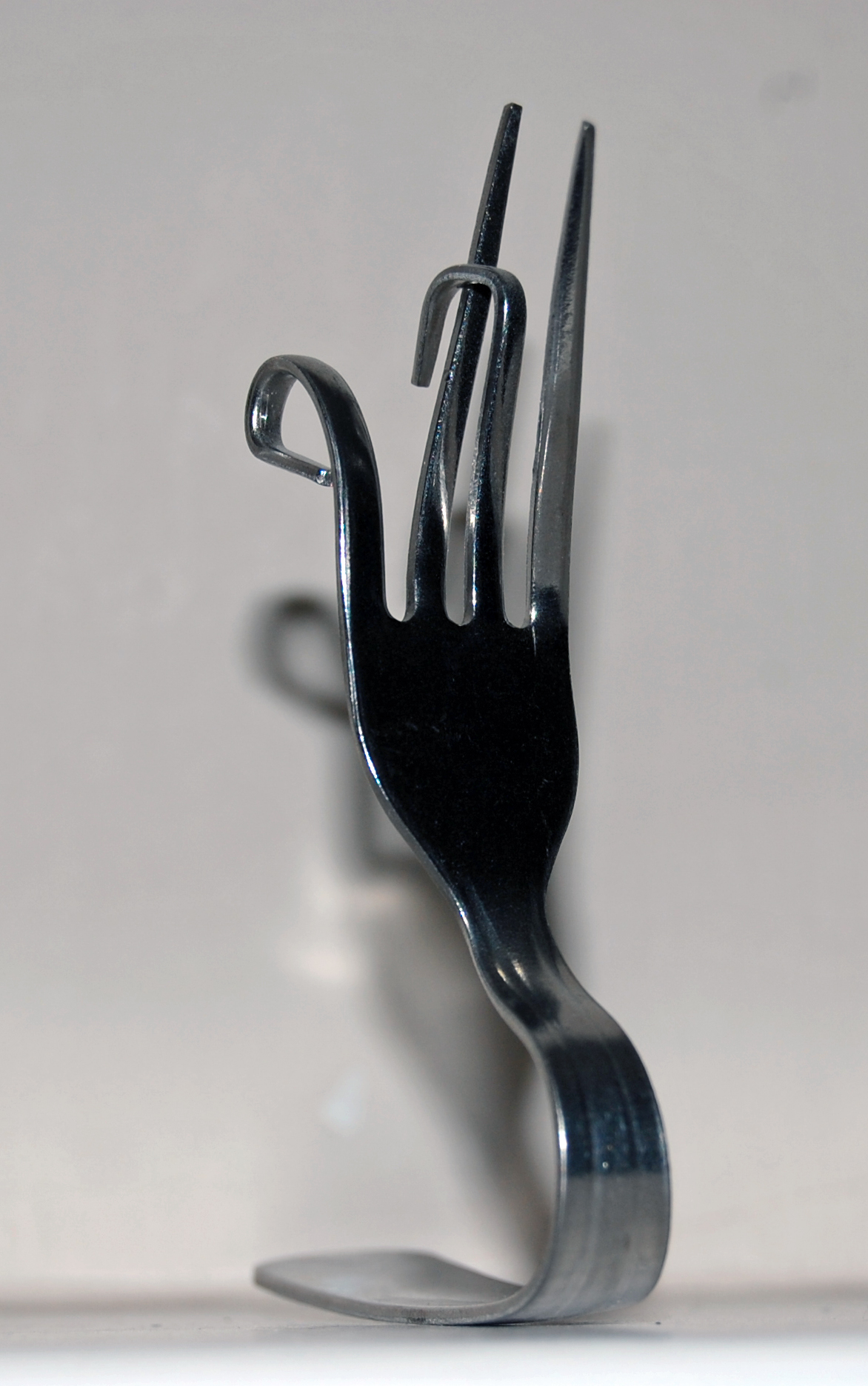
Une fourchette pliée par James Randi.

À partir de 1946, James Randi travaille au Canada comme illusionniste sous son nom de naissance Randall Zwinge. Tôt dans sa carrière, il effectue des tours qui consistent à se libérer de coffres-forts ou de cellules de prisons. Sa popularité grandit, mais il est un peu affligé quand on se tourne vers lui pour ses « pouvoirs miraculeux ». Durant les années 1960, James Randi travaille également dans diverses boîtes de nuit des Philippines. Il quitte les Philippines avant la prise du pouvoir par Ferdinand et Imelda Marcos, en 1965. À la fin des années 1960, James Randi anime des émissions de radio à New York, sous le surnom de The Amazing Randi (Randi le stupéfiant). En 1967, toujours à New York, il intervient au quatrième congrès des ufologues scientifiques, sur la nécessité de faire le tri dans les témoignages sur les OVNI.

### Investigateur sceptique
En 1976, James Randi devient un des membres fondateurs du Committee for Skeptical Inquiry (« Comité pour l'investigation sceptique ») anciennement Committee for Scientific Investigation of Claims of the Paranormal (« Comité pour l'investigation scientifiques d'allégations au paranormal »), mettant ainsi son costume d'illusionniste au placard et utilisant son expérience pour favoriser un certain scepticisme.
Il est connu pour son défi dénommé le One Million Dollar Paranormal Challenge, par lequel sa fondation, la James Randi Educational Foundation (JREF), attribuera un prix d'un million de dollars à n'importe quel participant qui pourra démontrer la réalité d'évènements paranormaux. Le One Million Dollar Challenge a été officiellement clos par la JREF en 2015.

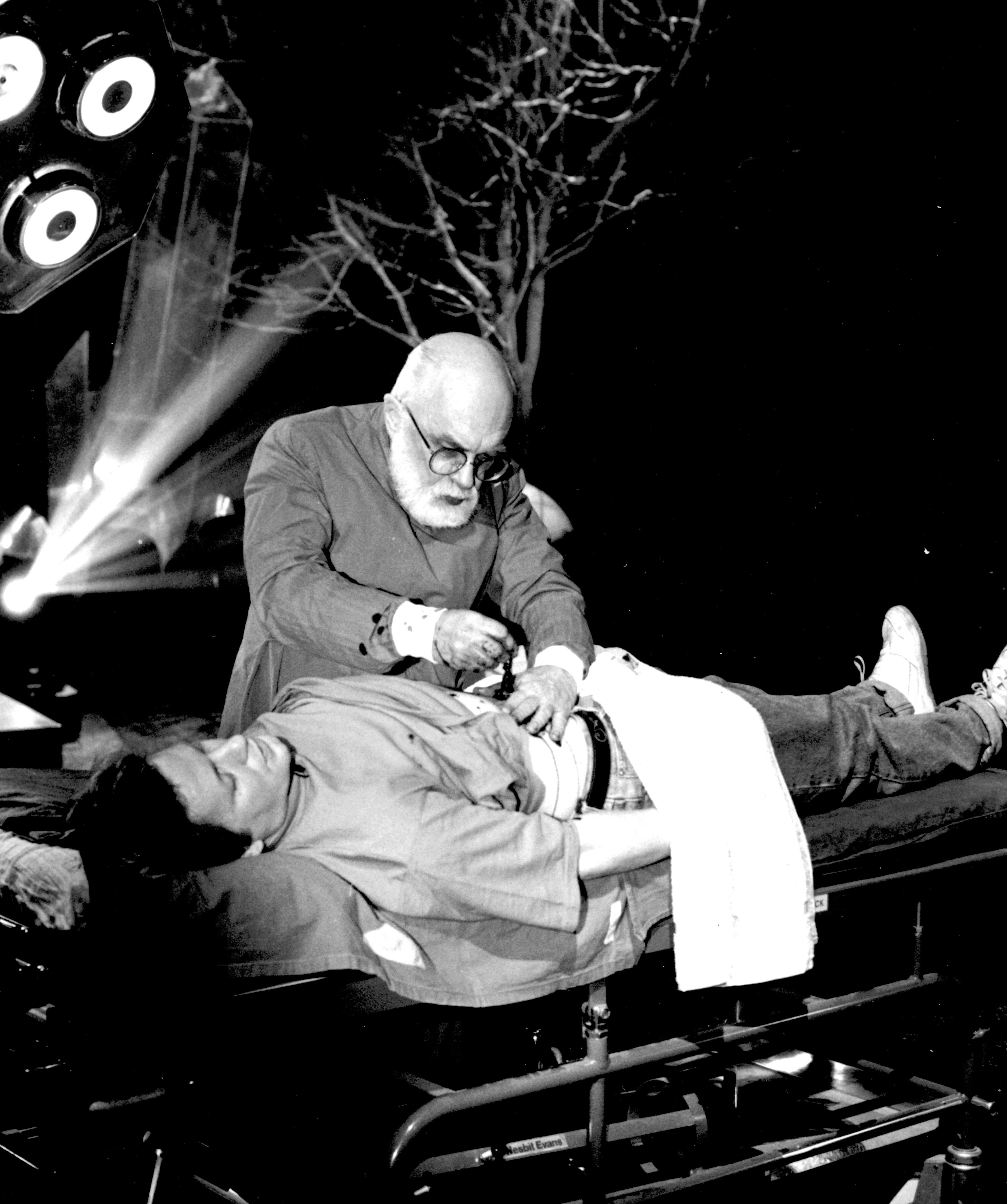
James Randi utilisant un tour de passe-passe pour dupliquer « la chirurgie psychique » des « guérisseurs philippins » pour ITV en 1991.

Il est aussi à l'origine du Projet Alpha, où il infiltra deux jeunes illusionnistes dans un laboratoire de parapsychologie, afin de démontrer que les protocoles pour détecter les tours de passe-passe étaient largement insuffisants.
James Randi est apparu dans les émissions télévisées The Tonight Show et Bullshit!, accueilli par des camarades sceptiques et les magiciens Penn et Teller.
Il est également connu pour avoir dévoilé, avec l'aide du mentaliste Banachek, les arrangements curatifs frauduleux du révérend Peter Popoff, un télévangéliste américain, en 1987.
Il a également été recruté par le journal scientifique Nature pour vérifier les expériences de Jacques Benveniste, dans l'affaire dite de la mémoire de l'eau. En juin 1988, la revue scientifique anglaise avait publié les résultats de travaux, étonnants, de Jacques Benveniste. Se repentant d'avoir publié ces résultats et suspectant des expériences éventuellement truquées, le directeur de la revue Nature, John Maddox, se rend, quelques jours après la publication, dans le laboratoire de Jacques Benveniste, l'unité 200 de l'INSERM, à Clamart, en demandant que les expériences soient reproduites en présence de deux enquêteurs, dont James Randi. Le protocole est adapté aux exigences de ces enquêteurs, pour éviter toute supercherie (avec par exemple les numéros des tubes de test et des tubes témoins placés dans une enveloppe scellée, collée au plafond). À la suite de cette enquête, les deux enquêteurs mettent en exergue quelques fautes qui peuvent expliquer, à leurs avis, les résultats étonnants et la revue Nature remet en cause les conclusions initiales de Jacques Benveniste, non pas en incriminant les méthodes expérimentales de l'équipe de l'INSERM mais leur interprétation des résultats. Jacques Benveniste dénonce une comédie scientifique mais reste assez isolé. La polémique se poursuit plusieurs années. Un laboratoire londonien tente de reproduire l'expérience et n'y parvient pas,.
James Randi indique dans ses conférences qu'il préfère l'appellation d'investigateur à celle de démystificateur (debunker) qu'il considère chargée d’a priori et contraire à l'approche que devrait suivre tout scientifique.

## Mort
Il meurt le 20 octobre 2020 à Plantation (Floride, États-Unis) à l'âge de 92 ans.
Son message principal est aussi important pour les scientifiques que pour tout le monde : « Ne soyez pas trop sûr de vous. Peu importe à quel point vous êtes intelligent ou bien éduqué, vous pouvez être trompé ».

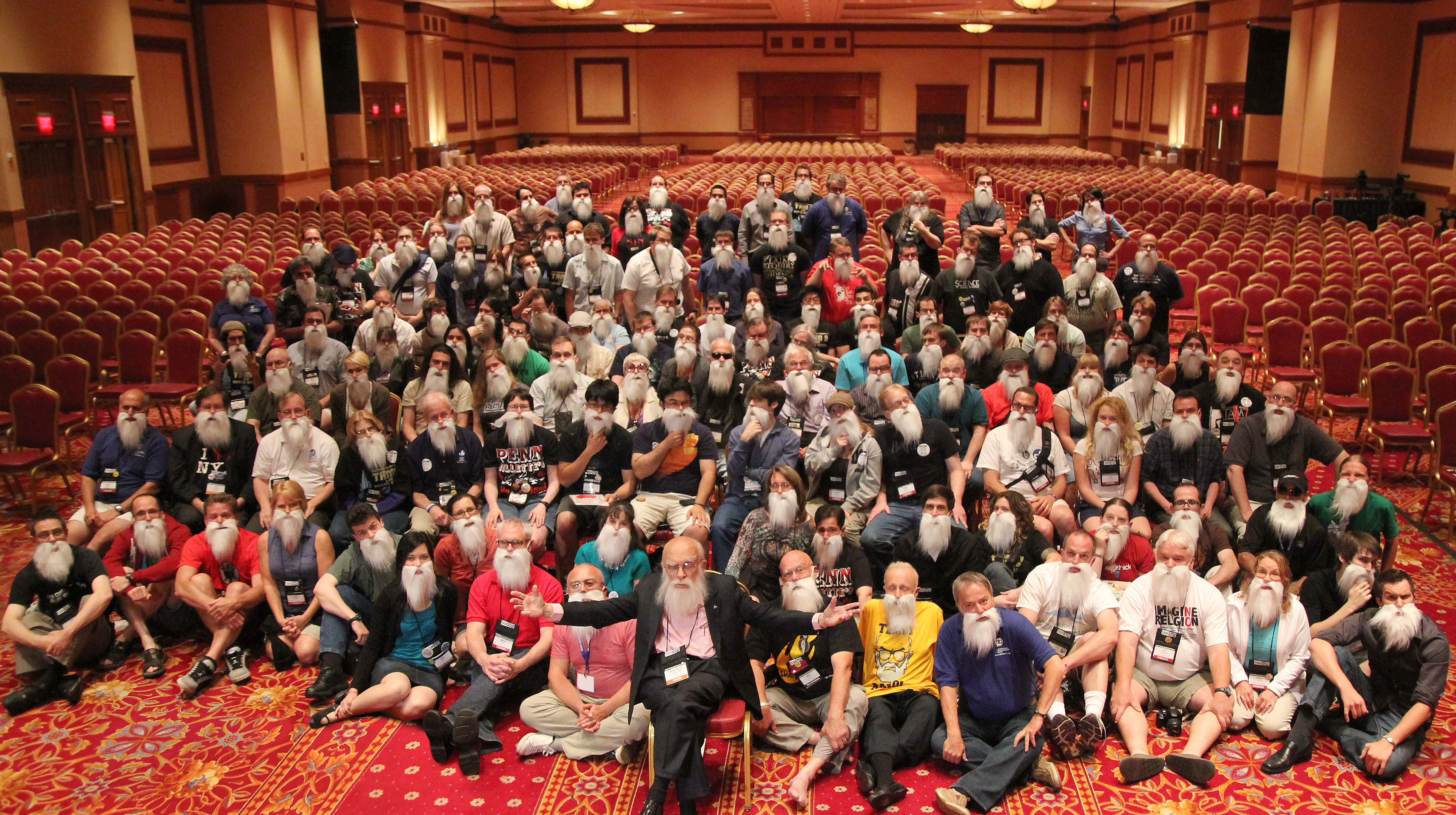
Un hommage à James Randi, par le groupe d'enquêtes indépendantes (IIG) durant le TAM 9 (La Rencontre incroyable, 9e édition) en juillet 2011.

## Divers
- James Randi reçoit sa naturalisation américaine en 1987.
- L'astéroïde (3163) Randi fut nommé ainsi en son honneur.
- Un documentaire intitulé An Honest Liar (2014) retrace la carrière de James Randi.

## Publications
- (en-US) The Magic of Uri Geller, Ballantine Books, 1975  (ISBN 978-0345247964).
The Truth About Uri Geller (réédition), Prometheus Books, 1982  (ISBN 978-0879751999).
- (en-US) Flim-Flam!, Prometheus Books, 1982  (ISBN 978-0879751982).
- (en-US) The Faith Healers, Prometheus Books, 1987 (avant-propos par Carl Sagan).
The Faith Healers Updated Edition, Prometheus Books, 1989  (ISBN 978-0879755355).
- (en-US) The Mask of Nostradamus: The Prophecies of the World's Most Famous Seer, 1990, Charles Scribner's Sons.
- (en-US) James Randi: Psychic Investigator, 1991.
- (en-US) Conjuring, 1992.
- Le Vrai Visage de Nostradamus, Balzac-Le Griot éditeur, collection : Mémoire d'homme, 1993.
- (en-US) An Encyclopedia of Claims, Frauds, and Hoaxes of the Occult and Supernatural, St. Martin's Press, 1995.

### Articles de presse
Chronologie inversée.
- Éric Favereau, « La «mémoire de l'eau» perd son cerveau », Libération,‎ 5 octobre 2004 (lire en ligne).
- (en-US) Leon Jaroff (en), « Fighting Against Flimflam », Time,‎ 24 juin 2001 (lire en ligne).
- (en-US) Jeanne Malmgren, « The 'quack' hunter », St. Petersburg Times,‎ 14 avril 1998 (lire en ligne).
- Loïc Chauveau (pl), « hexagonales/retour sur La «mémoire de l'eau» », Libération,‎ 10 janvier 1995 (lire en ligne).
- Franck Nouchi, « Selon un nouvel article de « Nature » Une équipe de chercheurs anglais n'a pu aboutir aux conclusions du docteur Benveniste sur la « mémoire de l'eau » », Le Monde,‎ 2 décembre 1993 (lire en ligne).
- Igor Ziegler, « Critique de l'ouvrage The Mask of Nostradamus », Science et pseudo-sciences, no 195,‎ janvier-février 1992 (lire en ligne).
- Rédaction Le Monde, « Six ans de polémique », Le Monde,‎ 2 mars 1991 (lire en ligne).
- (en-US) John Dart, « Evangelist Popoff Off Air, Files Bankruptcy Petitions », Los Angeles Times,‎ 26 septembre 1987 (lire en ligne).
- (en) Patricia Orwen, « The Amazing Randi », The Toronto Star,‎ 23 août 1986 (lire en ligne).
- (en-US) Phulip B. Taft, « A charlatan in pursuit of truth », The New York Times,‎ 5 juillet 1981 (lire en ligne).